# Parker Sawyers
Parker Sawyers, né le 24 mai 1984, est un acteur américain. Son premier rôle principal au cinéma est son interprétation du jeune Barack Obama dans First Date (Southside With You) en 2016.

## Filmographie

### Cinéma
- 2012 : Zero Dark Thirty : Interrogator on Monitor
- 2013 : Austenland : Alexander
- 2014 : Monsters: Dark Continent : Shaun Williams
- 2016 : First Date : Barack Obama
- 2016 : The Call Up : Str8 Shoot3r / Andre
- 2016 : Snowden : CIA Interviewer
- 2016 : The Jane Doe Identity : Trooper Cole
- 2016 : Don't Hang Up : Mr. Lee
- 2017 : Sand Castle : Sergent Robinson
- 2017 : La Momie : Copilote
- 2018 : Greta : Gary
- 2019  : Monsoon : Lewis

### Télévision
- 2018 : Pine Gap : Gus Thomson
- 2019 : World on Fire :  Albert Fallou (mini-série)
- 2020 : P-Valley : Andre
- 2022 : A Discovery of Witches : Ransome Fayrweather

### Jeux vidéo
- 2018 : Detroit: Become Human : Josh (voix et capture de mouvement)